# Мефодий (Златанов)
Мефо́дий (макед. Методиј, в миру Методий Златанов, макед. Методи Златанов; 24 августа 1963, Берово, Народная Республика Македония) — епископ Македонской православной церкви, митрополит Американско-Канадский.

## Биография
Родился 24 августа 1963 года в Берове. Через несколько месяцев семья вернулась в Скопье после того, как ситуация в городе относительно нормализуется после разрушительного землетрясения. Провёл большую часть своего детства в Скопье, где он закончил своё начальное и среднее образование. В течение двух лет обучался на филологическом факультете Скопского университета на кафедре общего и сравнительного литературоведения, а затем перевёлся на богословский факультет того же университета.
В сентябре 1995 года вместе с митрополитом Наумом (Илиевским) и иеродиаконом Климентом (Божиновским), принявшими постриг в афонском монастыре Григориат, и послушниками Янко Ниновым и Методием Ристеским поселился в Монастыре Элеуса, расположенном в селе Велюса в общине Струмица, Македония, таким образом возразив в монастыре монашескую жизнь.
На Пасху 1996 года он был пострижен в монашество, став, в конце концов, настоятелем Монастыря святого Ильи в Струмице.
В начале 1998 года окончил Богословия факультет святого Климента Охридского в Скопье. Вскоре после этого он поступает в магистратуру кафедры македонской литературы, а также начинает работать ординарным профессором и проректором Македонской православной семинарии святого Климента Охридского в Скопье.
В 2004 году игумен Мефодий был возведён в сан архимандрита.
Работал преподавателем средней духовной школы в Драчево, возглавлял кафедры христианской этики, истории философии, религии, психологии, восточнославянских языков, логики и литургики.
22 апреля 2005 года решением Архиерейского Синода МПЦ был избран викарием Скопской епархии с титулом «Епископ Величский».
20 июня 2005 года вечером в кафедральном соборном храме святого Климента Охридского в Скопье состоялось его наречение во епископа Величского.
21 июня 2005 года в кафедральном соборном храме святого Климента Охридского в Скопье был хиротонисан во епископа Величского. Хиротонию совершили: Архиепископ Охридский и Македонский Стефан (Веляновский), митрополит Положско-Кумановский Кирилл (Поповский), митрополит Преспанско-Пелагониский Петр (Каревский), митрополит Дебарско-Кичевский и Плаошский Тимофей (Йовановский), митрополит Струмичкий Наум (Илиевский) и митрополит Брегалничский Агафангел (Станковский).
В марте 2006 года защитил магистерскую диссертацию на тему: «Кочо Рацин и богомилите (исчитување на традициите)».
6 апреля 2006 года решением Архиерейского Синода МПЦ назначен администратором (временным управляющим) Американско-Канадской епархии.
22 июня 2006 года решением Архиерейского Синода МПЦ назначен правящем архиереем Американско-Канадской епархии.
2 сентября 2006 года в кафедральном соборном храме святого Климента Охридского в Торонто состоялась его интронизация, которую совершил глава Македонской Православной Церкви архиепископ Охридский и Македонский Стефан (Веляновский) в сослужении митрополита Брегалницкого Агафангела, митрополита Европейского Пимена и священнослужителей Американско-Канадской епархии, а также священниками Грузинской и Румынской православных церквей.